# Samia Maktouf
Samia Maktouf, née le 30 septembre 1963 à Sousse, est une avocate franco-tunisienne.

## Biographie
Née le 30 septembre 1963 à Sousse, au sein d'une famille modeste, Samia Maktouf est la fille d'un économe dans le secteur hospitalier et d'une mère au foyer. Elle est la seule fille d’une fratrie de six enfants.
Une fois titulaire du baccalauréat, elle part pour la France en 1985 pour poursuivre ses études à Paris et y obtient notamment une maîtrise de droit et un DEA en droit des affaires et économie,.
En 1992, elle commence un stage aux côtés de Théo Klein,, puis, en 1995, elle est assermentée à Paris. Elle devient ensuite associée au cabinet Caubet Chouchana Meyer, avant de s'installer à son compte en 2005,.
Parmi ses clients connus figurent Edmond de Rothschild, Latifa Ibn Ziaten, Saber Rebaï, Mayada El Hennawy, Sabah Fakhri, Diatta Seck, Ziad Takieddine ou encore Leïla Ben Ali, défendue sur demande de l'ambassade de Tunisie en France selon ses dires,.
En 2021-2022, elle représente quarante parties civiles au procès des attentats du 13 novembre 2015.
Samia Maktouf est mariée et sans enfant.

## Publications
- Je défendrai la vie autant que vous prêchez la mort, Paris, Michel Lafon, 2017, 272 p. (ISBN 978-2-7499-3402-0)[6].